# Sunandha Kumariratana
Sunandha Kumariratana (en thaï : สุนันทากุมารีรัตน์), née le 10 novembre 1860 à Bangkok et morte noyée le 31 mai 1880, est une reine consort de Siam (ancien nom de la Thaïlande). Fille du roi Rama IV (Mongkut) et de Piyamavadi (Piam), elle est l'une des épouses de son demi-frère le roi Rama V (Chulalongkorn).
Le 31 mai 1880, avec sa fille Kannabhorn Bejaratana, née un an plus tôt, elle s'est noyée lorsque son bateau, en route vers le palais royal de Bang Pa-In, a chaviré dans le Chao Phraya. Aucun des nombreux témoins présents n'est intervenu, toucher la reine (ainsi que tous les autres membres de la famille royale) étant interdit à ses sujets sous peine de mort,. Après cette tragédie, Rama V a puni le garde qui avait dissuadé les quelques personnes qui s'étaient avancées pour secourir la reine et a aboli l'interdit royal. Plus tard, un monument commémoratif a été construit dans le palais royal de Bang Pa-In, en hommage à Sunandha Kumariratana et son enfant. Au début du XXIe siècle, une université de Bangkok porte le nom de la reine de Siam.

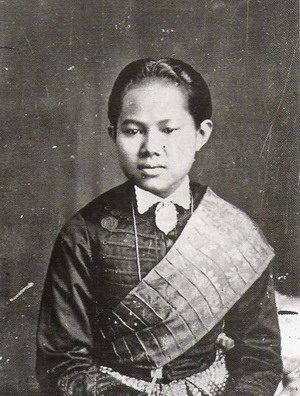
Portrait de 1876
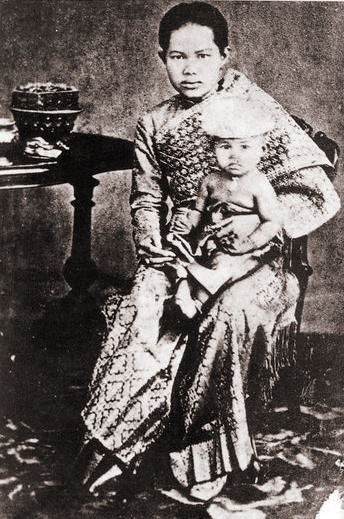
Sunandha Kumariratana en compagnie de sa fille Kannabhorn Bejaratana.
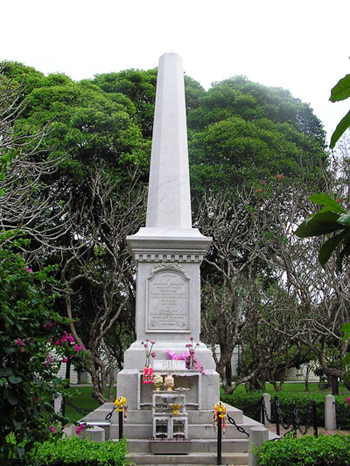
Monument du palais royal de Bang Pa-In.